# Рипалимозани
Рипалимоза̀ни (на италиански: Ripalimosani, на местен диалект a Rìpë du Mesanë, а Рипъ ду Мезанъ) е малко градче и община в Централна Италия, провинция Кампобасо, регион Молизе. Разположено е на 640 m надморска височина. Населението на общината е 3019 души (1 януари 2023).